# Dropout-Menü
Ein Dropout-Menü, auch Dropdown-, Pulldown- oder Aufklapp-Menü, ist ein Steuerelement von textorientierten und grafischen Benutzeroberflächen. Dabei wird über einen Mausklick auf eine Schaltfläche einer Menüleiste oder Symbolleiste bzw. durch eine Tastenkombination ein Menü angezeigt.
In den Benutzeroberflächen der frühen Jahre befand sich die Menüzeile als erste Zeile am oberen Rand des Bildschirms, und die Menüpunkte klappten daher in jedem Fall nach unten aus – daher der Name pull down (engl., ‚herunterziehen‘) bzw. drop down (‚herunterfallen‘). 
In heute als Standard verwendeten grafischen Benutzeroberflächen (GUI) können sich solche Leisten an allen vier Rändern befinden – oft verschiebbar, und auch mitten im Arbeitsfeld platzierbar. Dann klappen die Pulldown-Menüs auch seitlich oder nach oben aus, die Steuerung der Oberfläche sorgt für die vom Platz her passende Richtung. Daher verwendet man den allgemeineren Ausdruck von engl. drop out (‚herausfallen‘).
Die ähnlich funktionierende Dropdown-Liste bezieht sich nicht auf Menüpunkte und Schaltflächen, sondern auf Wahlmöglichkeiten in Listenfeldern in Eingabefeldern (Comboboxen).

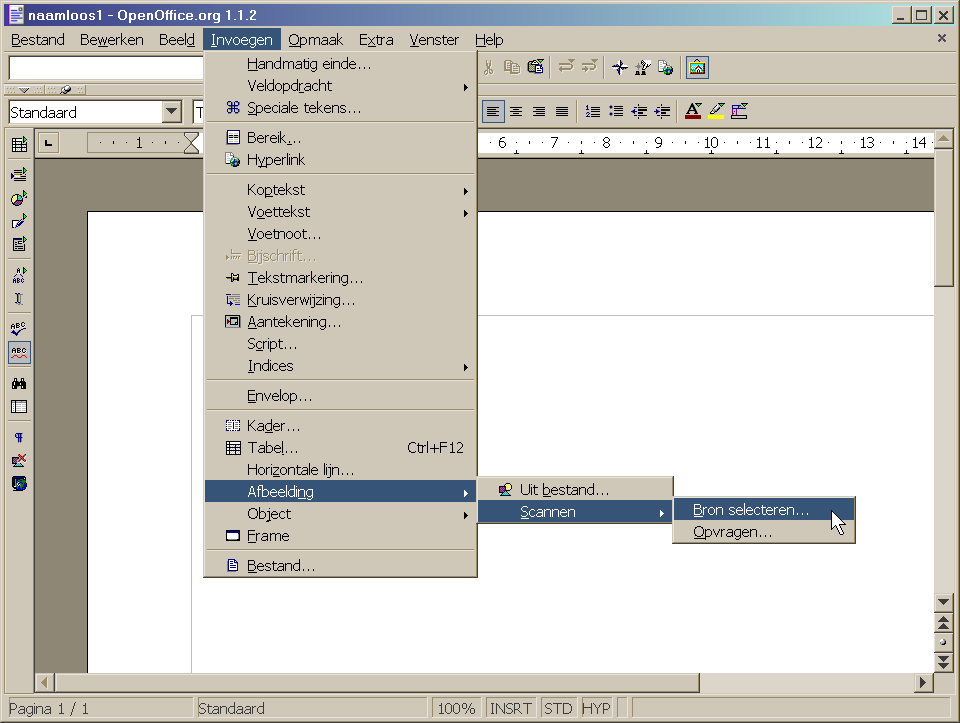
Programmfenster (OpenOffice-Writer), Menüzeile mit ausgeklapptem Pulldown-Menü und zwei ausgeklappten Fly-Outs – die Einträge mit Pfeil am rechten Rand zeigen die Möglichkeit, in ein weiteres Fly-Out zu verzweigen, so dann man auch bei geschlossenen Menüs Untermenüs von Programmfunktionen unterscheiden kann

## Funktionsweise und Struktur
Programme sind meist über eine Vielzahl von Befehlen (beziehungsweise deren Steuerelementen) steuerbar. Bei umfangreicherer Software sind diese schon aus Gründen von Platzersparnis und Ordnung nicht einzeln in den vorhandenen Leisten angeordnet, sondern nach gewissen Kriterien in Listen, den Menüs, gruppiert. Diese sind dann mit einem gemeinsamen Titel benannt (etwa „Optionen“, „Bearbeiten“ etc.). Bei einem Klick oder dem Betätigen der zugehörigen Tastenkombination klappt das zugehörige Pulldown-Menü mit den Steuerbefehlen aus – Platzsparen ist ein wichtiges Designelement, um möglichst viel freie effektive Arbeitsfläche gemäß der Philosophie der Schreibtischmetapher zur Verfügung zu stellen. Wenn Bedarf auf eine weitere Untergliederung besteht, werden die Punkte der Menüs in weitere Untermenüs verschachtelt (Baumstruktur). Diese sind dann auf der rechten Seite mit Symbolen wie ‣ oder › markiert sind und lassen beim Überfahren mit dem Mauszeiger aus einem Pulldown-Menü weitere Listen ausklappen – diese werden Fly-Out(-Menü) genannt. Ist sehr wenig Platz vorhanden, werden alle sonst in der Menüzeile sichtbaren Menüpunkte unter einem Icon gesammelt, das umgangssprachlich als Hamburger-Menü-Icon bezeichnet wird.

## Grafische Gestaltung
Verbreitet ist, Text und Icon eines Befehls kombiniert zu verwenden: In der deutsch meist speziell Menüleiste genannten grundlegenden Schaltleiste befinden sich Texteinträge, in den zusätzlichen Werkzeugleisten oft nur Buttons (Symbolleiste im engeren Sinne), und im Pulldown-Menü oft beides – hier ist, weil es nur temporär erscheint, ausreichend Platz. Üblich ist auch, mit unterstrichenen Buchstaben auf die Taste hinzuweisen, mit denen man die Menüpunkte direkt per Tastendruck aufrufen kann, sowie auf Shortcuts, mit denen man die Befehle direkt aufruft, ohne über die Pulldowns gehen zu müssen. Letztere stehen in der Zeile des betreffenden Befehls rechtsbündig im Menü. Diese Methoden sind neben Menüleisten auch für Kontextmenüs üblich, also Menüs, die aus beliebigen Objekten der Oberfläche (im Allgemeinen mit dem Mausklick rechts) ausklappen.
In modernen Systemen sind über das Konzept der formalen Listen auch frei positionierte Auswahlpunkte möglich, etwa strahlenförmig um einen Kreis herum ausklappend (Tortenmenü). Ungewöhnliche Gestaltungen dieser Art sind bei der Bedienung modischer Multimedia-Anwendungen und in Spielen beliebt.